# جيمس كويسي أبياه
جيمس كويسي أبياه (James Kwesi Appiah) (و. 30 يونيو 1960)، ويُعرف أيضاً أكواسي أبياه
(Akwasi Appiah)، هو مدرب كرة قدم غاني. كان أول مدرب أفريقي أسود يقود منتخب بلاده إلى كأس العالم لكرة القدم (دورة 2014).